# Le Vainqueur (film, 1939)
Pour les articles homonymes, voir Le Vainqueur.
Pour plus de détails, voir Fiche technique et Distribution.
Le Vainqueur (titre original : Indianapolis Speedway) est un film américain en noir et blanc réalisé par Lloyd Bacon, sorti en 1939.
Il s'agit du remake du film de Howard Hawks, The Crowd Roars (1932).

## Synopsis
Deux frères, Joe (Pat O'Brien) et Eddie Greer (John Payne) deviennent rivaux lorsque le frère aîné essaie de convaincre le plus jeune de ne pas abandonner l'école pour devenir pilote automobile comme lui.

## Fiche technique
- Titre original : Indianapolis Speedway
- Titre français : Le Vainqueur
- Réalisation : Lloyd Bacon
- Scénario : Sig Herzig, Wally Kline, Howard Hawks
- Direction artistique : Esdras Hartley (en)
- Costumes : Orry-Kelly
- Photographie : Sidney Hickox
- Montage : William Holmes
- Musique : Adolph Deutsch
- Production : Max Siegel, Hal B. Wallis, Jack Warner
- Société de production : Warner Bros.
- Société de distribution : Warner Bros.
- Pays de production :  États-Unis
- Langue originale : anglais américain
- Format : noir et blanc — 35 mm — 1.37:1 — son : mono
- Genre : drame sportif
- Durée : 85 min
- Dates de sortie :
  - États-Unis : 14 juillet 1939

## Distribution

### Acteurs principaux
- Ann Sheridan : 'Frankie' Merrick
- Pat O'Brien : Joe Greer
- John Payne : Eddie Greer
- Gale Page : Lee Mason
- Frank McHugh : 'Spud' Connors
- Grace Stafford : Martha Connors
- Granville Bates : Mr. Greer
- John Ridgely : Ted Horn
- Regis Toomey : Dick Wilbur
- John Harron : Red
- William B. Davidson : Duncan Martin
- Edward McWade : Tom Dugan
- Irving Bacon : Fred Haskill
- Tommy Bupp : le fils d'Haskill
- Robert Middlemass : Edward Hart
- Charles Halton : Major